# Major (manga)
Pour les articles homonymes, voir Major (homonymie).
Major (メジャー, Mejā) est un manga shōnen de sport créé par Takuya Mitsuda. Il a été prépublié entre 1994 et 2010 dans le magazine Weekly Shōnen Sunday et a été compilé en un total de 78 tomes par l'éditeur Shōgakukan. La série reprend sa publication en 2015 sous le nom Major 2nd. Il a reçu le Prix Shōgakukan dans la catégorie shōnen en 1996.
Le manga est adapté en anime par le Studio Hibari et diffusé à partir de 2004 sur la chaîne NHK. La série d'animation comporte 154 épisodes répartis en six saisons. Un film d'animation est également sorti. Une adaptation de Major 2nd est diffusée depuis le 7 avril 2018.

## Synopsis
L'histoire de Major suit l'évolution du jeune Goro et son épanouissement sportif dans le monde du baseball.

## Personnages
Goro Honda (本田 吾郎, Honda Gorō) / Goro Shigeno (茂野 吾郎, Shigeno Gorō)
Le héros du manga. Fils de Shigeharu Honda, lanceur puis batteur des Blue Oceans. Il joue lanceur et 4e batteur dans la plupart des matchs. Il déborde d'énergie dès qu'il s'agit de baseball. Son leitmotiv le pousse à vouloir battre tous les batteurs avec sa directe. Il cherche toujours à dépasser ses limites à plusieurs reprises, au fur et à mesure de son évolution dans le manga. Ce personnage est un modèle de persistance, en effet après s'être brisé l'épaule droite à force de lancer, il revient en gaucher sur le monticule. Son caractère et sa passion le poussent à devenir ambidextre.
Shigeharu Honda (本田 茂治, Honda Shigeharu)
Le père de Goro. Il joue d'abord lanceur pour les Blue Oceans puis, après une blessure, se reconvertit à la batte avec succès. Il décède à la suite d'un mauvais lancer de Joe Gibson qui le touche à la tempe.
Momoko Hoshino (星野 桃子, Hoshino Momoko) / Momoko Shigeno (茂野 桃子, Shigeno Momoko)
La mère adoptive de Goro. Elle est son institutrice en maternelle puis commence à fréquenter son père. Elle découvre ainsi le baseball. Elle adoptera Goro à la suite de la mort de Shigeharu Honda et se mariera avec Hideki Shigeno.
Hideki Shigeno
Père adoptif de Goro. Il se qualifie lui-même de meilleur ami et rival de Honda. C'est lui qui lui conseille de se reconvertir à la batte. Il se sent d'ailleurs responsable de sa mort et fera tout pour protéger Goro et Momoko qu'il épousera par la suite. Il est lanceur.
Toshiya Sato (佐藤寿也, Satō Toshiya)
Meilleur ami et rival de Goro. D'abord un enfant peureux et focalisé sur ses études, il sera initié au baseball par Goro. Il deviendra de plus en plus fort, devenant même meilleur rookie au Japon. Il joue au poste de receveur.
Kaoru Shimizu (清水薫, Shimizu Kaoru)
Meilleure amie de Goro. Ils se rencontrent à l'âge de 9 ans. Elle qui n'aimait pas le baseball va devenir la plus grande supportrice de Goro malgré leurs nombreuses disputes et jouera au softball au lycée. Sa relation avec Goro s'approfondira à partir de la saison 5.
Joe Gibson
Lanceur américain et grande star de Major League. Il est transféré au Japon pour un salaire énorme. C'est l'auteur de la balle qui tua accidentellement Shigeharu Honda. Il cherchera par la suite à se racheter en communiquant beaucoup pour promouvoir le baseball japonais. Il suit également de très près l'évolution de Goro.

## Manga
Le manga Major est écrit et dessiné par Takuya Mitsuda. Il a été prépublié entre 1994 et 2010 dans le magazine Weekly Shōnen Sunday. Le premier volume relié est publié par Shōgakukan le 18 janvier 1995 et le 78e et dernier tome le 17 décembre 2010.
Une suite du manga intitulée Major 2nd a débuté au Japon en mars 2015. Elle reprend avec les aventures de Daigo Shigeno, le fils de Goro Shigeno.

## Anime

### Série télévisée
Saison 1 : Elle raconte la jeunesse de Goro de la maternelle à la compétition en CM2.
Saison 2 : Elle se déroule alors que Goro rentre au lycée de Kaido.
Saison 3 : Goro a quitté Kaido pour les affronter. Il crée une équipe dans le lycée de Seishu pour pouvoir battre Kaido.
Saison 4 : Goro arrive aux États-Unis. Il participera à la division Triple A (division en dessous de la major league).
Saison 5 : La coupe du monde se déroule aux États-Unis. Goro intègre l'équipe du Japon.
Saison 6 : Goro commence enfin à jouer en Major League.

### OAV « Message »
Cette vidéo d'animation, commercialisée avec le tome 78 du manga,, raconte comment Goro, après une opération à l'épaule, se bat pour revenir en tant que joueur de champ et comment ses enfants vivent cette épreuve.

### OAV « World Series »
Composée de deux épisodes, cette vidéo d'animation nous dévoile comment les Hornets ont gagné les World Series, huit ans après la saison 6,.